# Odlesňování a změna klimatu

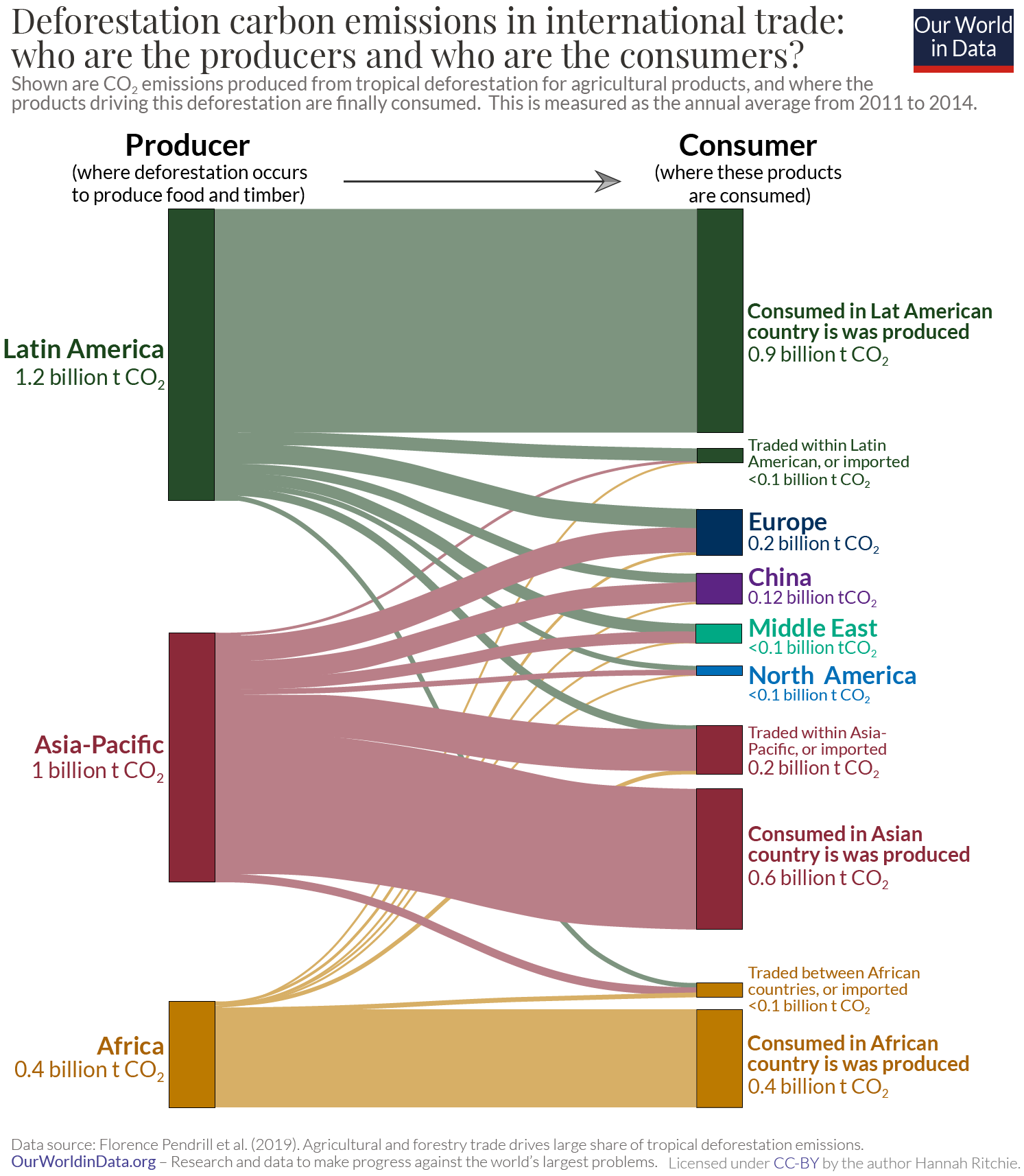
Odlesňování tropických lesů – udávané jako roční průměr mezi lety 2010 a 2014 – bylo zodpovědné za 2,6 miliardy tun CO_{2} ročně. To představuje 6,5 % celosvětových emisí CO_{2}. Mezinárodní obchod byl zodpovědný za přibližně jednu třetinu (29 %) emisí. Většina emisí – 71 % – pocházela z potravin spotřebovaných v zemi, kde byly vyrobeny (domácí poptávka).

Odlesňování je hlavním přispěvatelem ke změně klimatu, a změna klimatu ovlivňuje lesy. Změny ve využívání půdy, zejména v podobě odlesňování, jsou po spalování fosilních paliv druhým největším antropogenním zdrojem emisí oxidu uhličitého do atmosféry. Skleníkové plyny se uvolňují při spalování lesní biomasy a rozkladu zbývajícího rostlinného materiálu a půdního uhlíku. Globální modely a národní inventury skleníkových plynů poskytují podobné výsledky pro emise z odlesňování. Od roku 2019 je odlesňování zodpovědné za přibližně 11 % globálních emisí skleníkových plynů. Emise uhlíku z odlesňování tropických lesů narůstají. Rostoucí lesy jsou propadem uhlíku s dalším potenciálem zmírnit dopady změny klimatu. Některé důsledky změny klimatu, jako je více požárů, výskyt hmyzu, invazivních druhů a bouří, jsou faktory, které zvyšují odlesňování.
Lesy pokrývají 31 % rozlohy Země a ročně jich ubývá 75 700 km2. podle World Resources Institute došlo v letech 2019 až 2020 k 12% nárůstu úbytku primárních tropických lesů.
Odlesňování je často popisováno jako změna půdy z lesní na nelesní, a to jak přirozenými, tak nepřirozenými prostředky. Vztah mezi odlesňováním a změnou klimatu je vztahem pozitivní zpětné vazby: čím více stromů je odstraněno, tím větší jsou účinky změny klimatu, což má následně za následek úbytek dalších stromů.
Odlesňování má mnoho podob: mimo jiné požáry, kácení v zemědělství, chov dobytka a těžba dřeva.

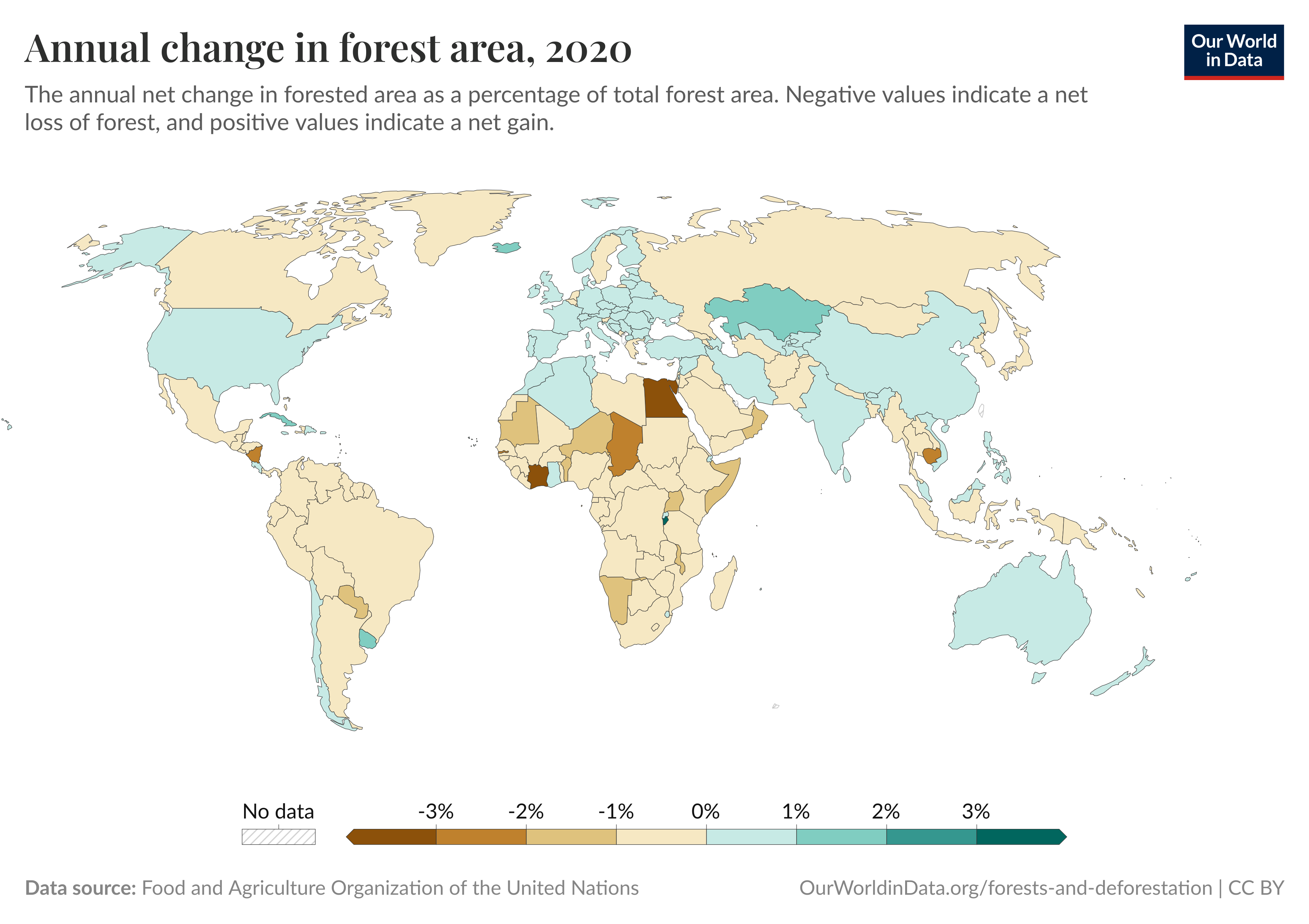
Míra čisté změny rozlohy lesů v jednotlivých zemích v roce 2020

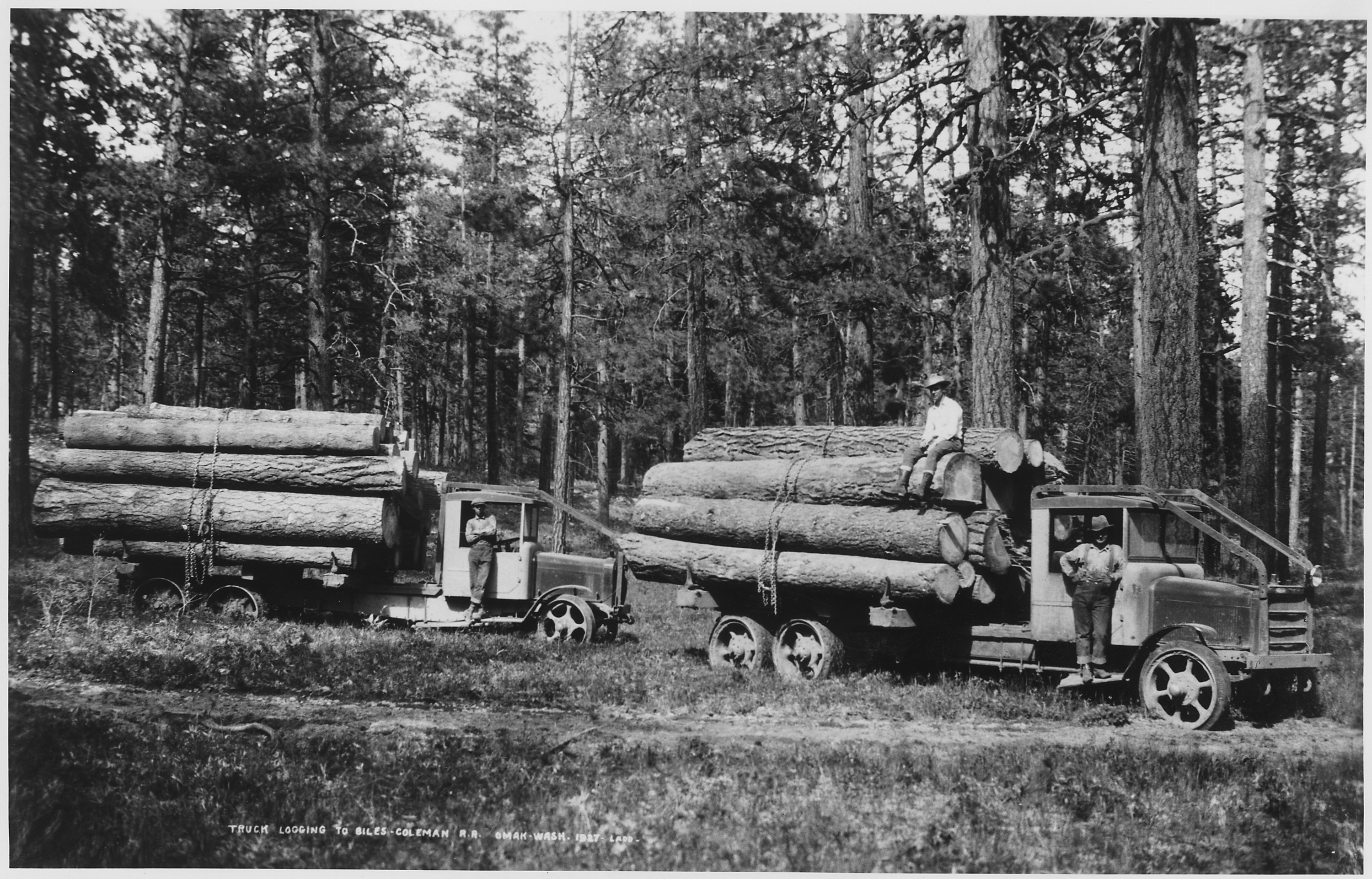
Těžba dřeva v Morelandu

Tempo úbytku stromového porostu se od roku 2001 celosvětově přibližně zdvojnásobilo a jeho roční úbytek se blíží rozloze Itálie.

## Příčiny odlesňování

### Příčiny způsobené změnou klimatu
Další příčinou odlesňování jsou důsledky změny klimatu: K faktorům, které zvyšují odlesňování, patří více lesních požárů, výskyt hmyzu, invazivních druhů a častější extrémní povětrnostní jevy (např. bouře).
Studie naznačuje, že „tropické, suché a mírné lesy zažívají výrazný pokles odolnosti, což pravděpodobně souvisí se zvýšeným omezením vody a proměnlivostí klimatu“, což může posunout ekosystémy směrem ke kritickým přechodům a kolapsu ekosystémů. Naproti tomu „boreální lesy vykazují odlišné lokální vzorce s průměrným rostoucím trendem odolnosti, pravděpodobně těží z oteplování a hnojení CO2, což může převážit nepříznivé účinky změny klimatu". Bylo navrženo, že ztrátu odolnosti lesů „lze zjistit ze zvýšené časové autokorelace stavu systému, která odráží pokles rychlosti obnovy v důsledku kritického zpomalení systémových procesů, k němuž dochází při prahových hodnotách“.
23 % ztrát stromového porostu je důsledkem lesních požárů a změna klimatu zvyšuje jejich četnost a sílu. Rostoucí teploty způsobují masivní požáry zejména v boreálních lesích. Jedním z možných důsledků je změna složení lesů. Odlesňování může také způsobit, že se lesy stanou náchylnějšími k požárům prostřednictvím mechanismů, jako je těžba dřeva.

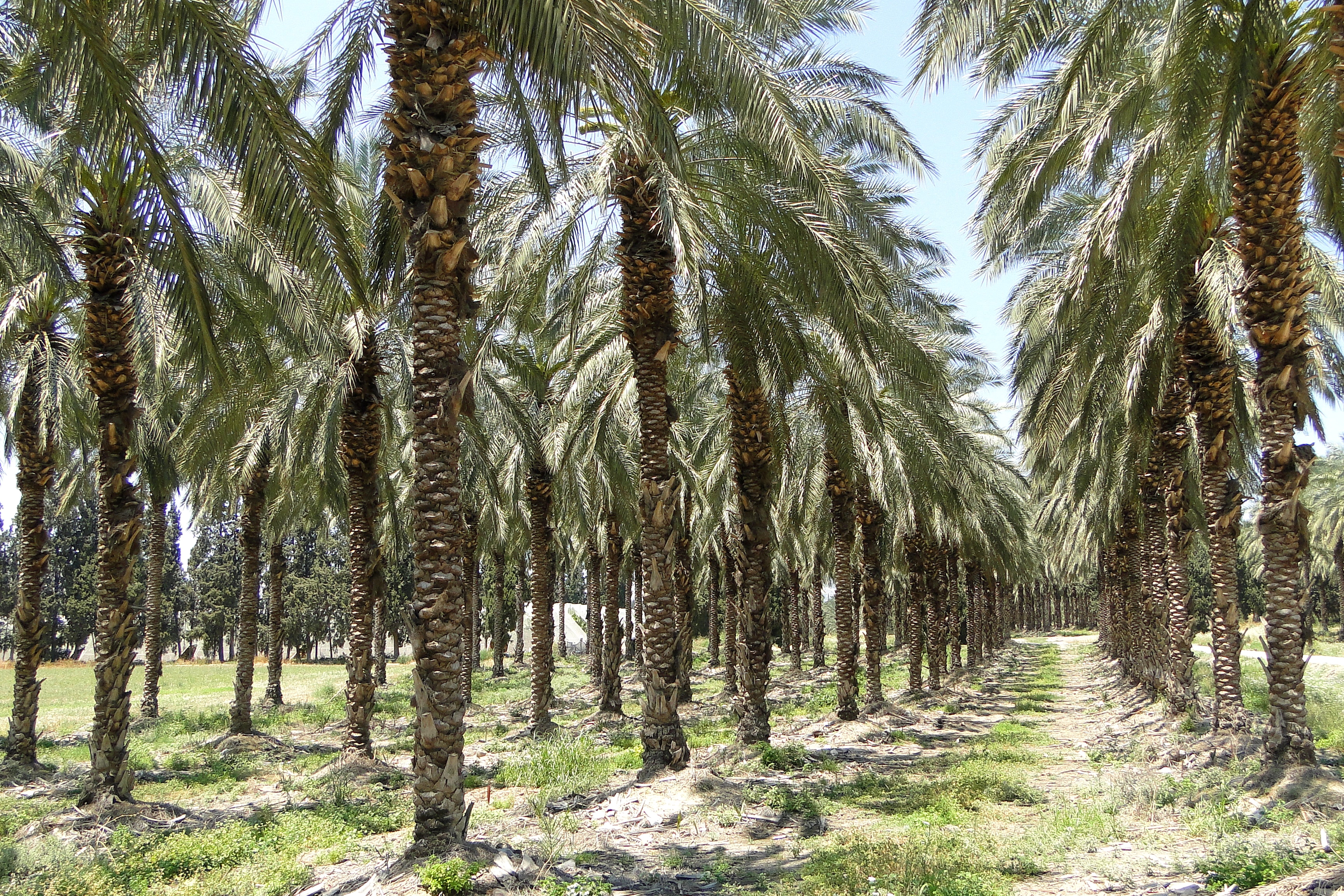
Plantáž palmy olejové, Izrael

## Vliv odlesňování na aspekty změny klimatu

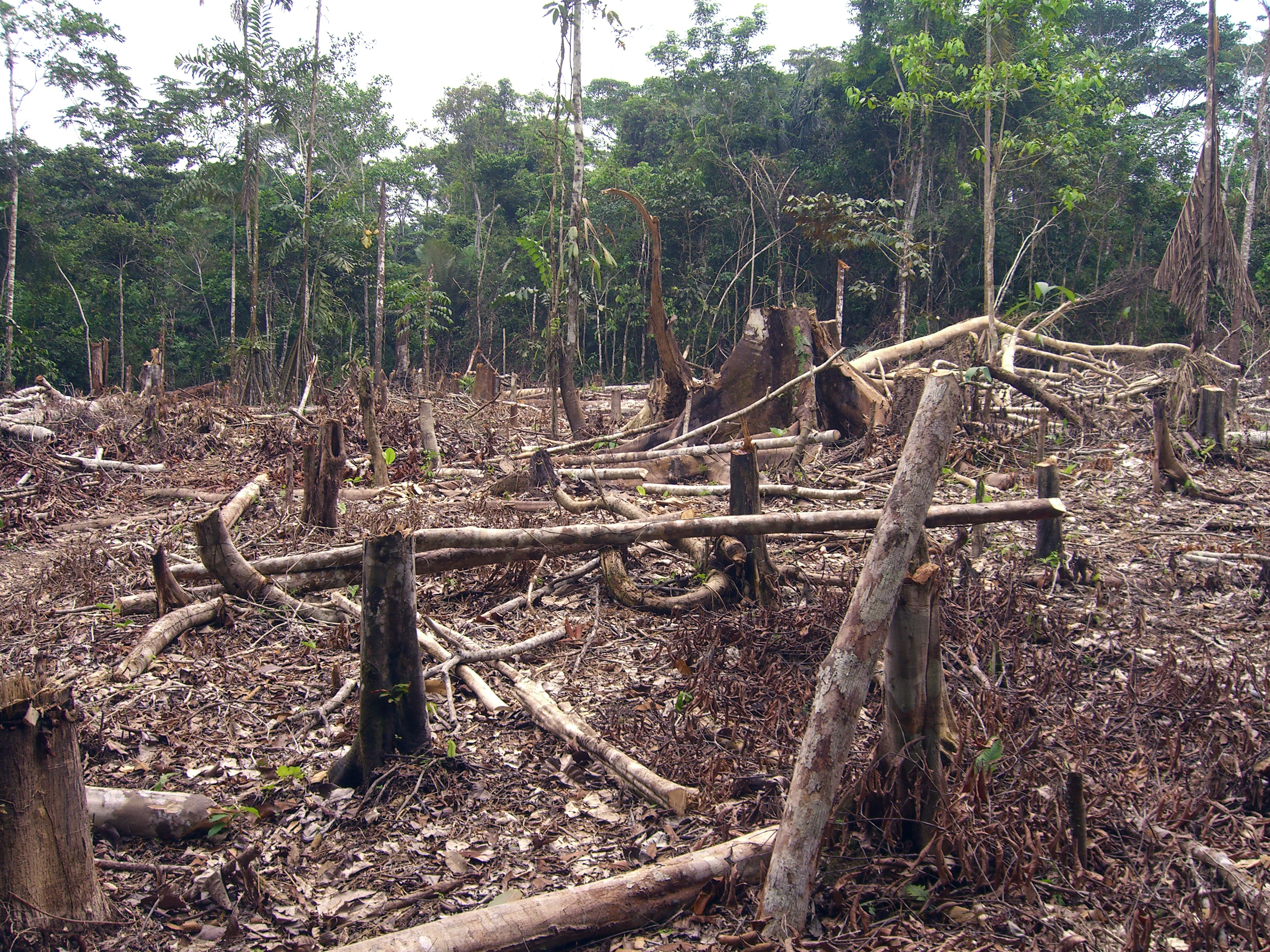
Mýtní zemědělství v amazonském pralese, Kolumbie

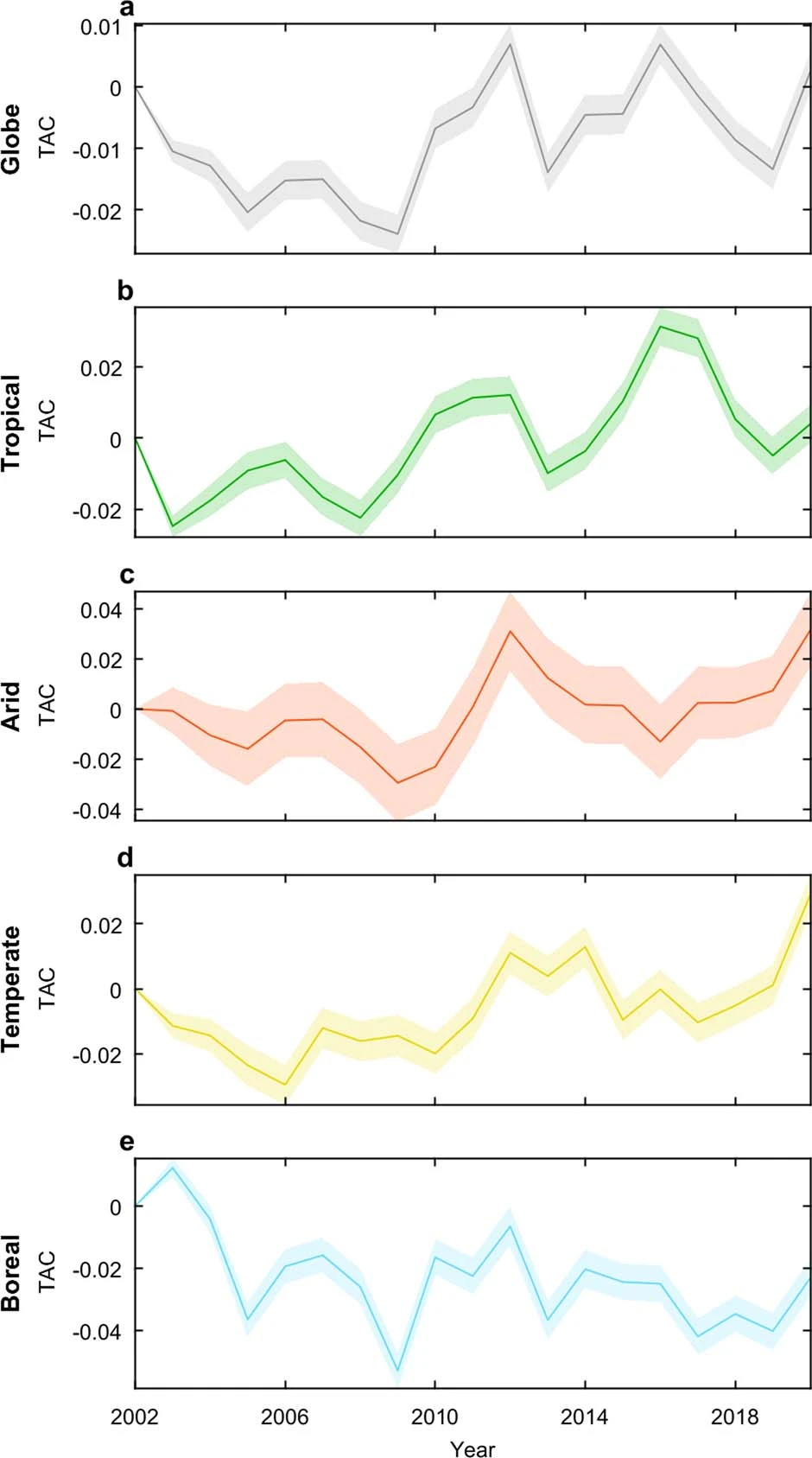
Nové signály snižující se odolnosti lesů v důsledku změny klimatu

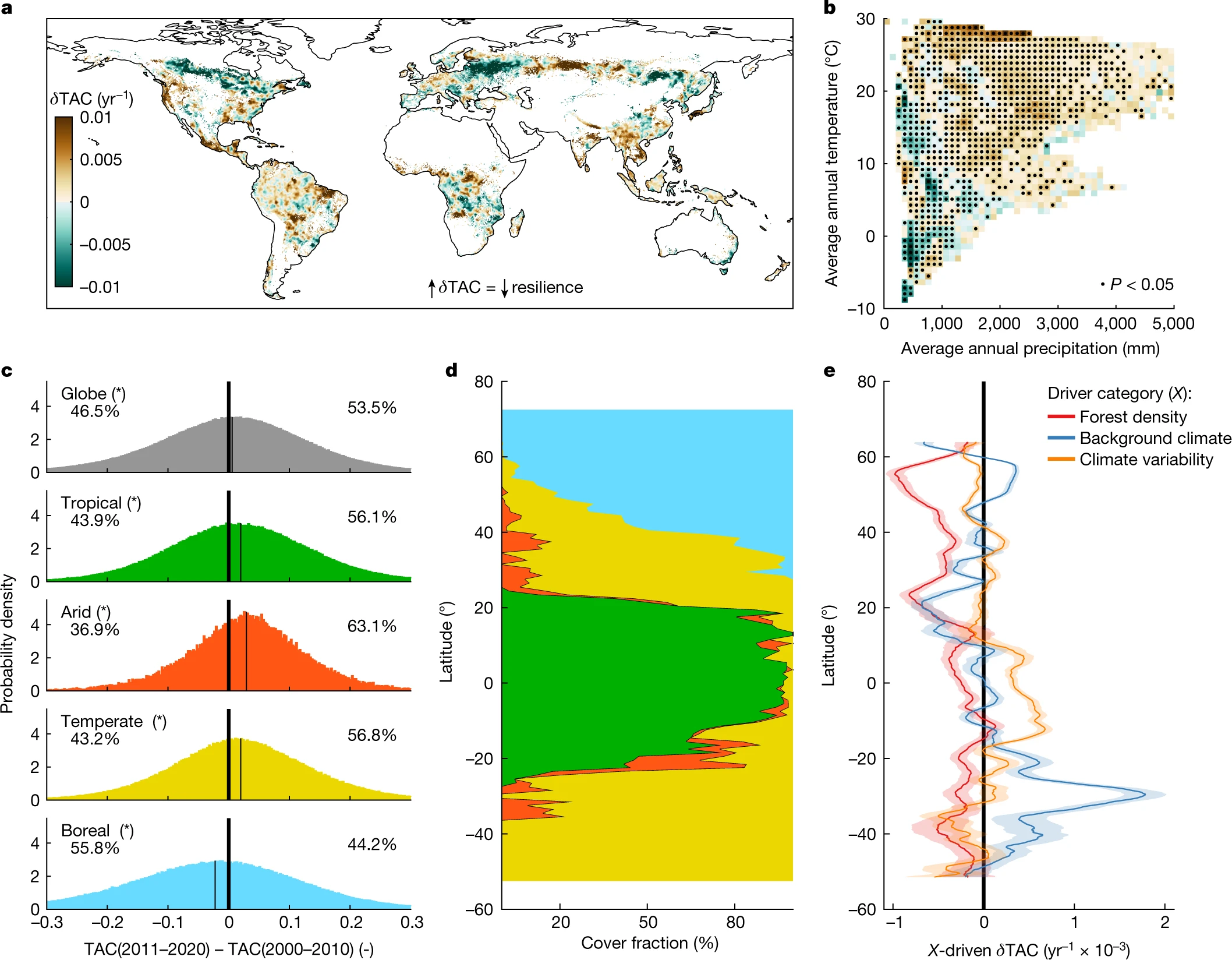
Časové změny odolnosti lesů a její klíčové faktory

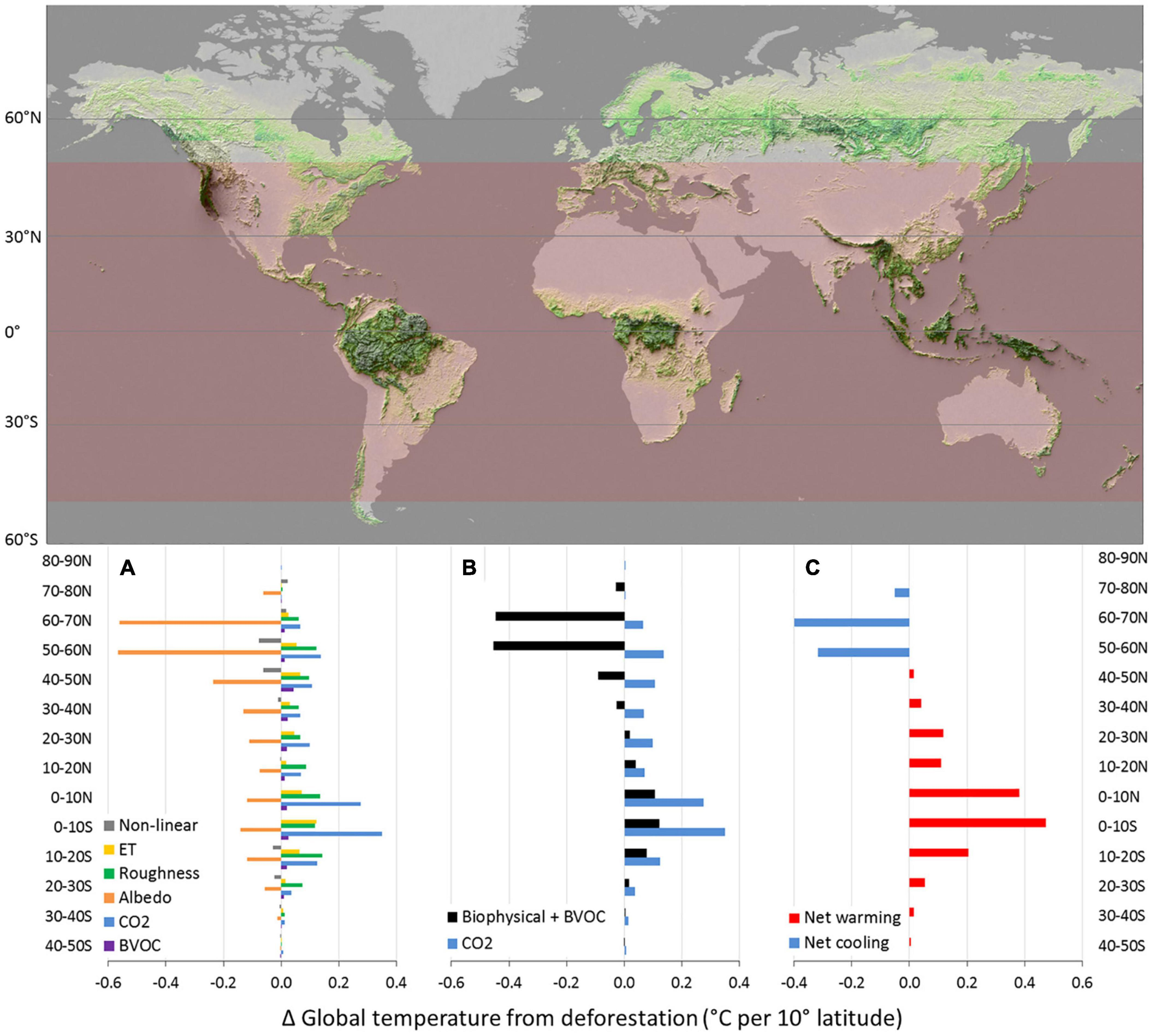
Biofyzikální mechanismy, kterými lesy ovlivňují klima

Podle přehledu vede velkoplošné odlesňování severně od 50° s. š. k celkovému globálnímu ochlazování, zatímco odlesňování tropických oblastí vede k výraznému oteplování nejen v důsledku vlivu CO2, ale také v důsledku jiných biofyzikálních mechanismů (takže metriky zaměřené na uhlík jsou nedostatečné). Nevratné odlesnění by vedlo k trvalému zvýšení globální povrchové teploty, navíc se naznačuje, že stojící tropické lesy pomáhají ochlazovat průměrnou globální teplotu o více než 1 °C.
Odlesňování tropických lesů může vyvolat riziko vzniku bodů zvratu v klimatickém systému a kolapsu lesních ekosystémů, což by mělo rovněž vliv na změnu klimatu.
Odlesňování, zejména v rozsáhlých oblastech Amazonie, kde bylo vykáceno téměř 20 % deštného pralesa, má klimatické účinky a dopady na vodní zdroje i na půdu. Kromě toho způsob využití půdy po odlesnění přináší také různé výsledky. Když se odlesněná půda přemění na pastviny pro pastvu dobytka, má to větší vliv na ekosystém než přeměna lesa na ornou půdu. Další vliv odlesňování amazonského deštného pralesa se projevuje větším množstvím emisí oxidu uhličitého. Amazonský deštný prales pohlcuje čtvrtinu emisí oxidu uhličitého na Zemi, avšak množství pohlceného CO2 se dnes v důsledku odlesňování snižuje o 30 %, než tomu bylo v 90. letech 20. století.
Modelové studie dospěly k závěru, že existují dva zásadní momenty, které mohou vést k ničivým následkům v amazonském deštném pralese, a to zvýšení teploty o 4 °C a odlesnění dosahující úrovně 40 %.

### Snížení klimatických služeb
Lidská činnost, jako je odlesňování kvůli pastvě dobytka a palivovému dřevu, vede k degradaci lesů a nadměrné těžbě, což má za následek ztrátu biologické rozmanitosti ekosystému. Úbytek a degradace lesů má přímý dopad na rozmanitou flóru a faunu Země, a tedy i na změnu klimatu, protože jsou nejlepší obranou proti hromadění CO2 v atmosféře. Pokud bude více listí fotosyntetizovat, bude absorbováno více CO2, čímž se vyrovná potenciální nárůst teploty.
Lesy jsou přírodním propadem atmosférického uhlíku; rostliny přijímají atmosférický oxid uhličitý (skleníkový plyn) a přeměňují jej na cukry a rostlinné materiály prostřednictvím procesu fotosyntézy. Uhlík se ukládá ve stromech, vegetaci a půdě lesů. Studie ukazují, že „neporušené lesy“ ve skutečnosti uhlík skutečně pohlcují. Příkladem rozsáhlých lesů, které mají významný vliv na bilanci uhlíku, jsou amazonské a středoafrické deštné pralesy. Odlesňování však narušuje procesy pohlcování uhlíku a ovlivňuje lokální klima. Kromě toho hraje kácení stromů roli v pozitivní zpětné vazbě soustředěné kolem změny klimatu v mnohem větším měřítku, jak zjišťují studie.
Když se změní klima, způsobí to posun geografického areálu druhu, aby se zachovaly klimatické podmínky (teplota, vlhkost), na které je druh zvyklý. Ekologické zóny se posunou přibližně o 160 km na 1 stupeň Celsia. Zmenšení rozlohy jakéhokoli biotopu, ale zejména lesního biotopu spolu se změnou klimatu, umožňuje invazi druhů a možnost biotické homogenizace, protože silnější invazní druhy mohou v křehkém ekosystému převzít vládu nad slabšími druhy. Ztráta biodiverzity bude mít dopad i na člověka, protože se naruší struktura potravin, energie a dalších „ekosystémových statků a služeb“.
Vypalováním nebo kácením stromů se ruší účinky vázání uhlíku a do atmosféry se uvolňují skleníkové plyny (včetně oxidu uhličitého). Odlesňování navíc mění krajinu a odrazivost zemského povrchu, tj. snižuje se albedo. To má za následek zvýšení absorpce světelné energie ze Slunce ve formě tepla, což zvyšuje globální oteplování.

### Změny srážek
V důsledku snížení evapotranspirace dochází také ke snížení srážek. To znamená teplejší a sušší klima a delší období sucha. Tato změna klimatu má drastické ekologické a globální dopady, včetně zvýšení závažnosti a četnosti požárů a narušení procesu opylování, které se pravděpodobně rozšíří i mimo oblast odlesnění.
Podle studie zveřejněné v roce 2023 vedlo odlesňování tropických oblastí k výraznému poklesu množství pozorovaných srážek. Do roku 2100 vědci předpokládají, že odlesňování v Kongu sníží množství srážek v regionu až o 8–10 %.

### Lesní požáry
Statistiky ukazují, že existuje přímá souvislost mezi lesními požáry a odlesňováním. Statistiky týkající se brazilské Amazonie na počátku roku 2000 ukázaly, že požáry a znečištění ovzduší, které tyto požáry doprovází, odrážejí vzorce odlesňování a „vysoká míra odlesňování vedla k častým požárům“.
Amazonský deštný prales se v poslední době potýkal s požáry, které vznikaly uvnitř pralesa, zatímco požáry se obvykle objevují na jeho vnějších okrajích[13]. S nárůstem lesních požárů se potýkaly i mokřady[14]. Kvůli změně teplot se klima v okolí lesů stalo teplým a suchým, což jsou podmínky, které umožňují vznik lesních požárů.
Při nezměněné změně klimatu by do konce století bylo 21 % Amazonie ohroženo invazí trav po požárech. Na 3 % území Amazonie jsou již nyní intervaly návratu požárů kratší než doba potřebná k vyloučení travin obnovou korun stromů, což znamená vysoké riziko nevratného posunu k požárem degradovanému stavu lesních travin. Nejvyšší riziko nevratné degradace je v současnosti v jihovýchodní oblasti Amazonie.
Podle studie v tropickém rašelinném lese na Borneu přispívá k nárůstu rizika požárů také odlesňování.

### Související stránky
- Zvláštní zpráva IPCC o změně klimatu, krajině a půdě